# Gotthard B. Schicker

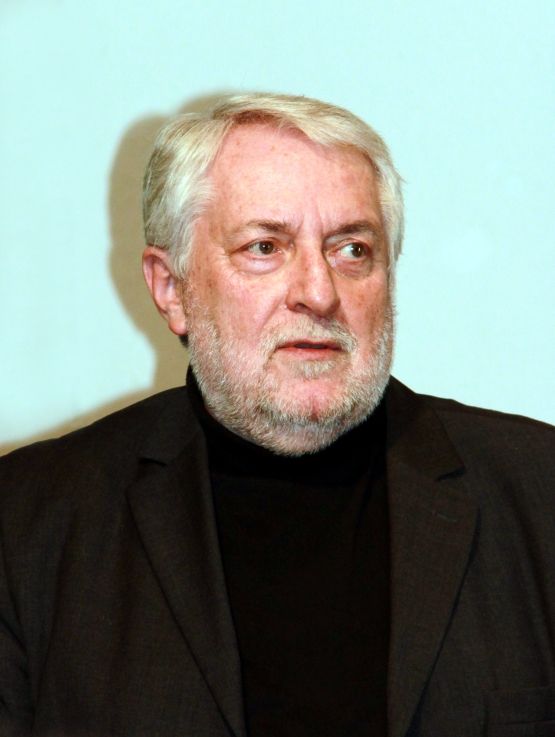
Gotthard B. Schicker (2013)

Gotthard Bruno Schicker (* 18. Oktober 1946 in Annaberg; † 2. Dezember 2017 in Annaberg-Buchholz) war ein deutscher Publizist, Verleger und Kulturwissenschaftler.

## Leben

### Tätigkeiten im Bereich Kultur
Gotthard Schicker erlernte zunächst den Beruf des Konditors. Er war in der DDR-Bewegung „Junge Talente“ aktiv, sang am Annaberger Eduard-von-Winterstein-Theater, im Städtischen Chor Annaberg und leitete kurzzeitig den Männerchor Tannhäuser. Ab 1965 studierte er Operngesang und kam 1969 zum Leipziger Kulturensemble der Nationalen Volksarmee. Ab 1971 war er als Sänger am Theater in Annaberg, in Gera und am Berliner Metropol-Theater engagiert.
Ab 1980 studierte Schicker Kultur- und Theaterwissenschaften an der Humboldt-Universität. Er war am Umbau des Schauspielhauses am Berliner Gendarmenmarkt zum Konzerthaus Berlin und dessen Eröffnung 1984 beteiligt (Diplomarbeit: Nutzungskonzeption für das Schinkelsche Schauspielhaus Berlin als künftiges Konzerthaus). Auf Vorschlag des Runden Tisches Berlin wurde er 1989 zum Stadtbezirksrat für Kultur gewählt und war später fünf Jahre als Kulturamtsleiter in Berlin tätig.

### Publizistische Tätigkeiten in Budapest
1994 zog Schicker nach Budapest. Dort belebte er die traditionsreiche deutschsprachige Wochenzeitung Pester Lloyd zunächst unter dem Titel Der Neue Pester Lloyd, wirkte als Herausgeber und Chefredakteur und benannte das Blatt bald nach seinem Vorbild in Pester Lloyd um. 1999 erschien zu der Zeitung eine Beilage mit dem Titel Budapester Rundschau, die mit der ehemaligen gleichnamigen Zeitung jedoch nichts zu tun hatte. Aus den Österreich-Seiten des Pester Lloyd folgte 2004 der Wiener Lloyd; er erschien unter anderem als Beilage im wöchentlichen Wechsel mit der Budapester Rundschau und dem Pester Lloyd.
Ab September 2009 lehrte Schicker als Dozent für Public Relations und Kommunikationswissenschaften an der Wirtschaftshochschule Budapest. Zudem war er Mitbegründer des Deutschen Theaters Budapest und Gründungsmitglied des deutschsprachigen Lions-Club „Thomas Mann“ Budapest (2001).

### Tätigkeiten in Köln und Annaberg (ab 2011)
Ab Juli 2011 lebte Gotthard B. Schicker wieder in Annaberg-Buchholz und arbeitete dort als Historiker, Publizist und Dozent. Er engagierte sich im Arbeitskreis der Annaberg-Buchholzer Heimatforscher und gab ab dem 18. Dezember 2011 die Online-Zeitung Annaberger Wochenblatt heraus.

## Werke
Schicker schrieb und publizierte in seinen eigenen Medien und verfasste kultur- und kunstkritische Texte sowie Essays zu Persönlichkeiten des Erzgebirges. Er war Autor bzw. Herausgeber folgender Bücher in Ungarn und Deutschland, die anfangs nur unter dem Namen Gotthard Schicker publiziert wurden:
- (Herausgeber und Vorwort) Träume deutsch – mit ungarischen Untertiteln. Pester Lloyd Verlag, Budapest, ISBN 963-00-9529-7
- Németül álmodom – magyar feliratokkal. Feleős kiadó: Gotthard B. Schicker. Pester Lloyd Verlag (Kiadó), Budapest, ISBN 963-204-369-3
- (Herausgeber und Vor- und Nachwort) Melancholie des Markknochens – Der erste deutschsprachige Restaurantführer Ungarns. Pester Lloyd Verlag, Budapest 2002, ISBN 963-00-8116-4
- (Herausgeber und Vorwort) Warum ist die Krone schief? Ungarn-Glossen. Pester Lloyd Verlag, Budapest 2004, ISBN 963-210-702-0
- (Herausgeber) Logengeflüster, Kritiken-Essays-Glossen aus dem ungarischen Opern- und Konzertleben von Marco Schicker. Pester Lloyd Verlag, Budapest 2004, ISBN 963-210-605-9
- Annaberger Theater A-B-C, Schlag- und Stichworte zur Geschichte des Annaberger Theaters. Pester Lloyd Verlag, Budapest 1994
- Gutguschn, Das Kochbuch aus dem Erzgebirge. Verlag Erzgebirgs-Rundschau, Annaberg-Buchholz 1991 (4. Auflage, 2005, ISBN 3-929572-02-8)
- De Kreiterfraa, sagenhafte erzgebirgische Hausapotheke. Verlag Erzgebirgs-Rundschau, Annaberg-Buchholz 1996, ISBN 3-929572-08-7
- Ungarn – entdecken, erleben, genießen. 100 Seiten Insidertipps des Pester Lloyd. LLOYD Media, 2007/2008, ISSN 1788-1072
- Ungarn à la carte. Gastronomie- und Feinschmeckermagazin des Pester Lloyd. 2007, ISSN 1589-5858
- Dicknischl – Erzgebirgsleute von damals und heute. Druck- und Verlagsgesellschaft, Marienberg 2008, ISBN 978-3-931770-76-1
- Rudolf Köselitz – Der vergessene Romantiker. Katalog zur Ausstellung. Kulturzentrum Erzhammer Annaberg-Buchholz, Juli/August 2012
- Kulturgeschichte der Gastronomie im sächsischen und böhmischen Erzgebirge (Wissenschaftliche Projektstudie/Ziel-3-Projekt Erzgebirge/Krušnohoří kulinarisch erleben). Annaberg-Buchholz 2013
- Große Kreisstadt Annaberg-Buchholz (Hrsg.): ERB-Gerichte – Vom Essen und Trinken im sächsisch-böhmischen Erzgebirge – Eine genussreiche Kulturgeschichte mit vielen Rezepten. Dresden 2014, ISBN 978-3-9817041-0-5
- Große Kreisstadt Annaberg-Buchholz (Hrsg.): Köselitz: Weltbürger aus Annaberg – Eine Familien- und Stadtbiographie. ERZDruck, Marienberg 2017, ISBN 978-3-946568-23-0
- Annaberg, die Liebste … Straßen & Geschichten. Ein Stadtbummel durch Annaberg-Buchholz für neugierige Gäste und einheimische ‚Sperrguschn‘. ERZ.art, Annaberg-Buchholz 2017, ISBN 978-3-9815130-9-7

## Ehrungen
Am 17. Mai 2004 verlieh ihm die Budapester Hochschule für Außenhandel (Külkereskedelmi Főiskolai Kar) in Anerkennung seiner jahrelangen Dozententätigkeit in den Bereichen Kommunikations- und Medienwissenschaften den Titel eines Titularprofessors.